# Aleksej Markov
Aleksej Michajlovič Markov (in russo Алексей Михайлович Марков?; Mosca, 26 maggio 1979) è un dirigente sportivo, ex pistard e ciclista su strada russo. In carriera ha vinto tre medaglie ai Giochi olimpici, una d'argento ad Atlanta 1996, e due di bronzo, a Sydney 2000 e Pechino 2008. Professionista dal 1998 al 2012, dal 2013 è direttore sportivo del team Gazprom-RusVelo (già RusVelo).

## Palmarès

### Olimpiadi
- 3 medaglie:
  - 1 argento (Atlanta 1996 nell'inseguimento a squadre)
  - 2 bronzi (Sydney 2000 nella corsa a punti; Pechino 2008 nell'Americana)

### Mondiali
- 4 medaglie:
  - 2 argenti (Perth 1997 nell'inseguimento individuale; Apeldoorn 2011 nell'inseguimento a squadre)
  - 2 bronzi (Berlino 1999 nell'inseguimento a squadre; Manchester 2008 nell'inseguimento individuale)

### Europei Elite
- 2 medaglie:
  - 1 oro (Panevėžys 2012 nell'inseguimento a squadre)
  - 1 argento (Pruszków 2010 nell'inseguimento a squadre)